# جیمز اچ اندرسون
جیمز همپتون اندرسون (به انگلیسی: James H. Anderson) استاد کنان در بخش علوم رایانه دانشگاه کارولینای شمالی در چپل هیل است. او در سال ۲۰۱۲  عضو مؤسسه مهندسین برق و الکترونیک (IEEE) شد و در سال ۲۰۱۳ به دلیل مشارکت در اجرای سیستم‌های زمان واقعی نرم بر روی پلت فرم‌های چند پردازنده‌ای و چند هسته‌ای به عضویت انجمن برای ماشین‌های محاسباتی رسید.